# Eugenijus Gentvilas
Eugenijus Gentvilas (ur. 14 marca 1960 w Želvaičiai w rejonie telszańskim) – litewski polityk i samorządowiec, minister gospodarki od marca do lipca 2001, od czerwca do lipca 2001 pełniący obowiązki premiera, poseł do Parlamentu Europejskiego VI kadencji, poseł na Sejm Republiki Litewskiej. Od 2017 do 2019 przewodniczący Ruchu Liberalnego Republiki Litewskiej.

## Życiorys
W 1983 ukończył studia geograficzne na wydziale przyrodniczym Uniwersytetu Wileńskiego. W 1993 uzyskał stopień naukowy doktora.
Po ukończeniu studiów był pracownikiem naukowym Litewskiej Akademii Nauk, zatrudniony w instytutach geografii (1983–1987) oraz matematyki i cybernetyki (1987–1990). W latach 1993–1996 wykładał na Uniwersytecie w Kłajpedzie. Od 2005 członek Klubu Rotary.
W 1988 zaangażował się w działalność Sąjūdisu. W latach 1988–1990 był radnym Kłajpedy. W 1990 został wybrany do Rady Najwyższej Litewskiej SRR, był jednym z sygnatariuszy Aktu Przywrócenia Państwa Litewskiego z 11 marca 1990.
W latach 1993–2003 członek Litewskiego Związku Liberałów, w latach 1996–1999 i 2001–2003 jego przewodniczący. Od 2003 pierwszy wiceprzewodniczący Związku Liberałów i Centrum. W 2006 został członkiem Ruchu Liberalnego Republiki Litewskiej, objął funkcję przewodniczącego oddziału partii w Kłajpedzie.
W latach 1997–2004 pełnił funkcję radnego, a do 2001 sprawował urząd mera Kłajpedy. Od lutego do lipca 2001 zajmował stanowisko ministra gospodarki w rządzie Rolandasa Paksasa. Był pełniącym obowiązki premiera od 20 czerwca do 3 lipca 2001.
W 2004 został wybrany do Parlamentu Europejskiego, zasiadał w grupie parlamentarnej Porozumienia Liberałów i Demokratów na rzecz Europy. W 2009 nie ubiegał się o reelekcję. Objął funkcję dyrektora generalnego portu morskiego w Kłajpedzie. W 2011 uzyskał mandat radnego miasta. W wyborach w 2012 i 2016 ponownie był wybierany do Sejmu. W grudniu 2017 został przewodniczącym Ruchu Liberalnego Republiki Litewskiej. Partią kierował do września 2019. W 2020 i 2024 utrzymywał mandat poselski na kolejne kadencje.

## Życie prywatne
Brat Virginiji Baltraitienė oraz ojciec Simonasa Gentvilasa.